# Jonathan Shaw
Pour les articles homonymes, voir Shaw et Jonathan Shaw (homonymie).
Jonathan Rowland Shaw, né le 3 juin 1966 à Chatham, dans le Kent (Angleterre, Royaume-Uni) est un homme politique britannique, membre du Parti travailliste, qui a été Membre du Parlement britannique pour la circonscription de Chatham et Aylesford de 1997 à 2010. Au gouvernement britannique, il a également été ministre chargé des personnes handicapées de 2008 à 2010.
Il est actuellement (2016) directeur général de Policy Connect (en).